# 지산고등학교 (부산)
지산고등학교(智山高等學校)는 대한민국 부산광역시 금정구 부곡동에 있는 사립 고등학교이다.

## 학교 연혁
- 1988년 8월 16일 : 토목공사 및 신축 교사 착공
- 1989년 11월 25일 : 학교 설립(30학급) 인가(부산직할시 교육청)
- 1990년 2월 28일 : 신축 교사 준공
- 1990년 3월 1일 : 초대 허경한 교장 부임
- 1990년 3월 3일 : 개교 및 1990학년도 입학식
- 1991년 4월 18일 : 신축 교사 축복식, 개교기념일
- 1991년 8월 26일 : 별관 신축 공사 기공식
- 1992년 2월 19일 : 별관 신축 교사 준공 및 축복식
- 1993년 2월 11일 : 제1회 졸업식(492명)
- 1999년 2월 24일 : 교내식당 준공
- 2001년 9월 21일 : 증축 교사 기공, 축복식(12개 교실)
- 2002년 2월 28일 : 증축 교사 준공(12개 교실)
- 2003년 3월 5일 : 다목적실 완공(198석)
- 2009년 7월 8일 : 2009 교육과학기술부 '사교육 없는 학교' 지정 연구학교 선정
- 2012년 3월 1일 : 과목중점형(수학, 과학) 교과교실 운영학교 지정
- 2012년 3월 13일 : 2012년 교육과학기술부 '창의경영학교' 지정 연구학교 선정
- 2014년 12월 29일 : 다목적 강당 기공식
- 2015년 10월 16일 : 안드레아 강당 개관식 및 축복식
- 2022년 9월 1일 : 제11대 김성도 교장 취임
- 2024년 2월 7일 : 제32회 졸업식(졸업생 131명) 총 졸업생 11,329명
- 2024년 3월 4일 : 2024학년도 제35회 입학식(132명)

## 참고 자료
- 지산고등학교 - 한국교육학술정보원 학교알리미